# Truth or Consequences
Truth or Consequences és una població dels Estats Units i seu del comtat de Sierra a l'estat de Nou Mèxic. Segons el cens del 2000 tenia 7.289 habitants.

## Demografia
Segons el cens del 2000, Truth or Consequences tenia 7.289 habitants, 3.450 habitatges, i 1.859 famílies. La densitat de població era de 222,5 habitants per km².
Dels 3.450 habitatges en un 20,2% hi vivien nens de menys de 18 anys, en un 40,5% hi vivien parelles casades, en un 10,3% dones solteres, i en un 46,1% no eren unitats familiars. En el 41,2% dels habitatges hi vivien persones soles el 22,1% de les quals corresponia a persones de 65 anys o més que vivien soles. El nombre mitjà de persones vivint en cada habitatge era de 2,04 i el nombre mitjà de persones que vivien en cada família era de 2,75.
Per edats la població es repartia de la següent manera: un 20,2% tenia menys de 18 anys, un 5,7% entre 18 i 24, un 20,1% entre 25 i 44, un 24,6% de 45 a 60 i un 29,3% 65 anys o més.
L'edat mediana era de 48 anys. Per cada 100 dones de 18 o més anys hi havia 92,4 homes.
La renda mediana per habitatge era de 20.986 $ i la renda mediana per família de 28.750 $. Els homes tenien una renda mediana de 23.214 $ mentre que les dones 18.207 $. La renda per capita de la població era de 14.415 $. Aproximadament el 15,6% de les famílies i el 23,2% de la població estaven per davall del llindar de pobresa.

## Poblacions més properes
El següent diagrama mostra les poblacions més properes.